# Nu (arménien)
Pour les articles homonymes, voir Nu.
Cette page contient des caractères spéciaux ou non latins. S’ils s’affichent mal (▯, ?, etc.), consultez la page d’aide Unicode.
Nu, նու en arménien ([nu]), est la 22e lettre de l'alphabet arménien.

## Linguistique
Nu est utilisé pour représenter le son [n].
Dans la norme ISO 9985, la lettre est translittérée par « n ».

## Représentation informatique
- Unicode[1] :
  - Capitale Ն : U+0546
  - Minuscule ն : U+0576